# L'Abeille et l'Architecte
L'Abeille et l'Architecte est un récit chronologique écrit par François Mitterrand.